# The Hee Bee Gee Bees
The Hee Bee Gee Bees var en brittisk parodipopgrupp, aktiv i början av 1980-talet, som gjorde parodi på många stora pop- och rockgrupper. Bandnamnet är en parodi på Bee Gees. Bandmedlemmarnas alteregon, Dobbin, Garry och Norris Cribb, är även det en parodi på Bee Gees-bröderna Robin, Barry och Maurice Gibb.
Komikerna bakom "bandet" är Philip Pope (Dobbin), Angus Deayton (Garry) och Michael Fenton Stevens (Norris).
Bandet har släppt två album där de bland annat gör parodi på Supertramp ("Scatological Song" som Supertrash), Michael Jackson ("Up the Wall" som Jack Michaelson), Status Quo ("Boring Song" som Status Quid), Abba ("Music Machine" som BÅBBA), The Police ("Too Depressed to Commit Suicide" som The PeeCees), David Bowie (Quite Ahead of My Time" som David Bowwow), Gary Numan ("Are Trains Electric?" som Gary Inhuman).
Albumen är inspelad i Strawberry Studios i Stockport med 10cc's studiomusiker. 10cc var inte delaktiga i inspelningen.

## Diskografi
Album
- 439 Golden Greats - Never Mind the Original's Here's the Hee Bee Gee Bees (1981)
- The Hee Bee Gee Bees Present - 20 Big No. 2’s (1984)

Singlar
- "Meaningless Songs" / "Posing In The Moonlight" (1980	)
- "Purple Pants" / "(When) Two Songs (Sound The Same)" (1985)

Samlingsalbum
- All The Hits And More (2011)